# Piedmont Triad nemzetközi repülőtér
A Piedmont Triad nemzetközi repülőtér (IATA: GSO, ICAO: KGSO) az Amerikai Egyesült Államok egyik nemzetközi repülőtere, amely Greensboro közelében található. Éves utasforgalma 1 686 862 fő (2016).

## Futópályák
A repülőtér futópályái:
- 05L/23R (9000 ft, 150 ft, aszfalt)
- 05R/23L (10 001 ft, 150 ft, aszfalt)
- 14/32 (6380 ft, 150 ft, aszfalt)

## Forgalom
Az utasforgalom az elmúlt években az alábbi módon változott:
| Utasok száma | 2 620 319 | 2 781 605 | 2 569 543 | 2 600 924 | 2 180 974 | 1 680 953 | 1 776 087 | 1 666 178 | 1 762 048 | 2 153 752 |
|              | 1998      | 2000      | 2003      | 2005      | 2007      | 2010      | 2012      | 2014      | 2017      | 2019      |

## Légitársaságok és úticélok
2023-ban a Piedmont Triad nemzetközi repülőtérről az alábbi járatok indulnak:

### Személy
| Légitársaság      | Célállomások                                                                            | Források |
| ----------------- | --------------------------------------------------------------------------------------- | -------- |
| Allegiant Air     | St. Petersburg/Clearwater Szezonális: Orlando/Sanford                                   | [ 2 ]    |
| American Airlines | Charlotte, Dallas/Fort Worth                                                            | [ 3 ]    |
| American Eagle    | Charlotte, Chicago–O'Hare, Miami, New York–LaGuardia, Philadelphia, Washington–National | [ 3 ]    |
| Delta Air Lines   | Atlanta                                                                                 | [ 4 ]    |
| Delta Connection  | Atlanta, Detroit, New York–LaGuardia                                                    | [ 4 ]    |
| United Express    | Chicago–O'Hare, Denver, Newark                                                          | [ 6 ]    |

### Cargo
| Légitársaság               | Célállomások |
| -------------------------- | --- |
| Aeronaves TSM              | Laredo, Toledo Szezonális: Monterrey, Querétaro, Saltillo, Shreveport, Windsor (ON) |
| Asia Pacific Airlines      | Ontario |
| DHL Aviation               | Cincinnati, Miami, Richmond |
| FedEx                      | Atlanta, Boston, Charleston, Charlotte, Cleveland, Dallas/Fort Worth, Chicago–O'Hare, Fort Lauderdale, Fort Worth, Greenville/Spartanburg, Harrisburg, Indianapolis, Jacksonville (FL), Louisville, Los Angeles, Manchester, Memphis, Minneapolis/St. Paul, Nashville, Newark, Raleigh/Durham, Roanoke, Savannah, Newburgh, Orlando, Philadelphia, Tampa, Toronto–Pearson, Washington–Dulles |
| FedEx Feeder               | Charleston, Columbia (SC), Greenville/Spartanburg, Wilmington (NC) |
| Freight Runners Express    | El Paso, Winston-Salem |
| Quest Diagnostics Aviation | Allegheny, Chattanooga, DeKalb–Peachtree (GA), Gwinnett (GA), Knoxville, Manassas (VA), Tri-Cities |
| United Parcel Service      | Cleveland, Columbia (SC), Louisville, Orlando, Raleigh/Durham, Roanoke |
| World Atlantic Airlines    | Lansing, Miami |

| Célállomások |
| --- |
| GreensboroAtlantaDallas/Fort WorthSt. Petersburg/ClearwaterNew York–LaGuardiaChicago–O'HareNewarkPhiladelphiaDetroitCharlotteWashington–NationalOrlando/SanfordDenver Desztinációk a Piedmont Triad nemzetközi repülőtérről · Vörös = Jelenlegi desztinációk · Zöld = Szezonális desztinációk · Kék = Jövőbeli desztinációk |